# دانيال فريدمان (مؤلف)
دانيال فريدمان (بالإنجليزية: Daniel Friedman)‏ (1980، ممفيس في الولايات المتحدة)؛ روائي أمريكي.